# Highgate
Highgate és una població dels Estats Units a l'estat de Vermont. Segons el cens del 2000 tenia 3.397 habitants.

## Demografia
Segons el cens del 2000, Highgate tenia 3.397 habitants, 1.207 habitatges, i 922 famílies. La densitat de població era de 25,6 habitants per km².
Dels 1.207 habitatges en un 40,8% hi vivien nens de menys de 18 anys, en un 60,2% hi vivien parelles casades, en un 10% dones solteres, i en un 23,6% no eren unitats familiars. En el 16,6% dels habitatges hi vivien persones soles el 6,6% de les quals corresponia a persones de 65 anys o més que vivien soles. El nombre mitjà de persones vivint en cada habitatge era de 2,81 i el nombre mitjà de persones que vivien en cada família era de 3,13.
Per edats la població es repartia de la següent manera: un 29,4% tenia menys de 18 anys, un 7,8% entre 18 i 24, un 32,6% entre 25 i 44, un 21,3% de 45 a 60 i un 8,9% 65 anys o més.
L'edat mediana era de 34 anys. Per cada 100 dones de 18 o més anys hi havia 100,9 homes.
La renda mediana per habitatge era de 41.556 $ i la renda mediana per família de 44.697 $. Els homes tenien una renda mediana de 30.342 $ mentre que les dones 25.000 $. La renda per capita de la població era de 16.505 $. Entorn del 7,4% de les famílies i el 10% de la població estaven per davall del llindar de pobresa.